# Rarities 1971–2003
Rarities 1971–2003 is een compilatiealbum van The Rolling Stones, wereldwijd uitgegeven in 2005 door Virgin Records. Op het album staan vooral nummers van B-kanten, remixes van originele nummers en liveopnames, opgenomen tussen 1971 en 2003.

## Nummers
- Alle nummers zijn geschreven door Mick Jagger en Keith Richards tenzij anders is aangegeven.

1. Fancy Man Blues – 4:48
  - B-kant van de single "Mixed Emotions" uit 1989
2. Tumbling Dice (Live) – 4:02
  - De eerste intentie was om het nummer uit te geven het album Stripped, uit 1995.
3. Wild Horses (Live, Stripped-versie) – 5:10
  - Eerder verschenen op het album "Stripped", uit 1995.
4. Beast of Burden (Live) – 5:04
  - Liveversie die eerder verscheen op de B-kant van de single "Going to a Go-Go" uit 1982, live opgenomen in "Rosemont Horizon", Chicago, 25 november, 1981.
5. Anyway You Look at It – 4:20
  - B-kant van de single "Saint of Me", in 1998.
6. If I Was a Dancer (Dance Pt. 2) (Mick Jagger/Keith Richards/Ronnie Wood) – 5:50
  - Een Emotional Rescue-outtake die eerder verscheen op het compilatiealbum: Sucking in the Seventies.
7. Miss You (Danceversie) – 7:32
  - Verkorte remix.
8. Wish I'd Never Met You – 4:39
  - B-kant van de single "Terrifying", uit 1990.
9. I Just Wanna Make Love to You (Live) (Willie Dixon) – 3:55
  - Eerder verschenen op een van de nummers van de B-kant van de Maxi-Single "Highwire" uit 1991, live opgenomen in het Wembley Stadion op 6 juli, 1990.
10. Mixed Emotions – 6:12
  - Verkorte remix - (Chris Kimsey's 12')
11. Through the Lonely Nights – 4:12
  - Opgenomen tijdens de Goats Head Soup-sessies, verscheen het eerste op de B-kant van de single "It's Only Rock'n Roll (But I Like It)", uit 1974.
12. Live with Me (Live) – 3:47
  - B-kant van de single "Wild Horses", uit 1996.
13. Let It Rock (Live)  (Chuck Berry) – 2:46
  - Eerder uitgegeven als een additioneel nummer op de B-kant van de single "Brown Sugar" uit 1971, live opgenomen in the University of Leeds, 13 maart, 1971.
14. Harlem Shuffle (NY-Mix) (Bob Relf/Ernest Nelson) – 5:48
  - Verkorte remix. Deze versie is bewerkt, de originele duurt 6:35 minuten.
15. Mannish Boy (Live) (McKinley Morganfield/Ellas McDaniel/Mel London) – 4:28
  - Liveopname van het album Love You Live / bewerking van Sucking in the Seventies.
16. Thru and Thru (Live) – 6:39
  - Live opgenomen in de Madison Square Garden, januari, 2003. Optreden verscheen op de DVD-box Four Flicks.

## Bezetting
- Mick Jagger - leadzang
- Keith Richards - gitaar, zang
- Ronnie Wood - gitaar, bas, percussie, zang
- Bill Wyman - basgitaar
- Charlie Watts - drums
- Mick Taylor - gitaar

## Hitlijsten
Album
| Jaar | Hitlijst      | Notering |
| ---- | ------------- | -------- |
| 2005 | Billboard 200 | 76       |